# 鶴舞公園
35°08′59″N 136°55′07″E / 35.14972°N 136.91861°E

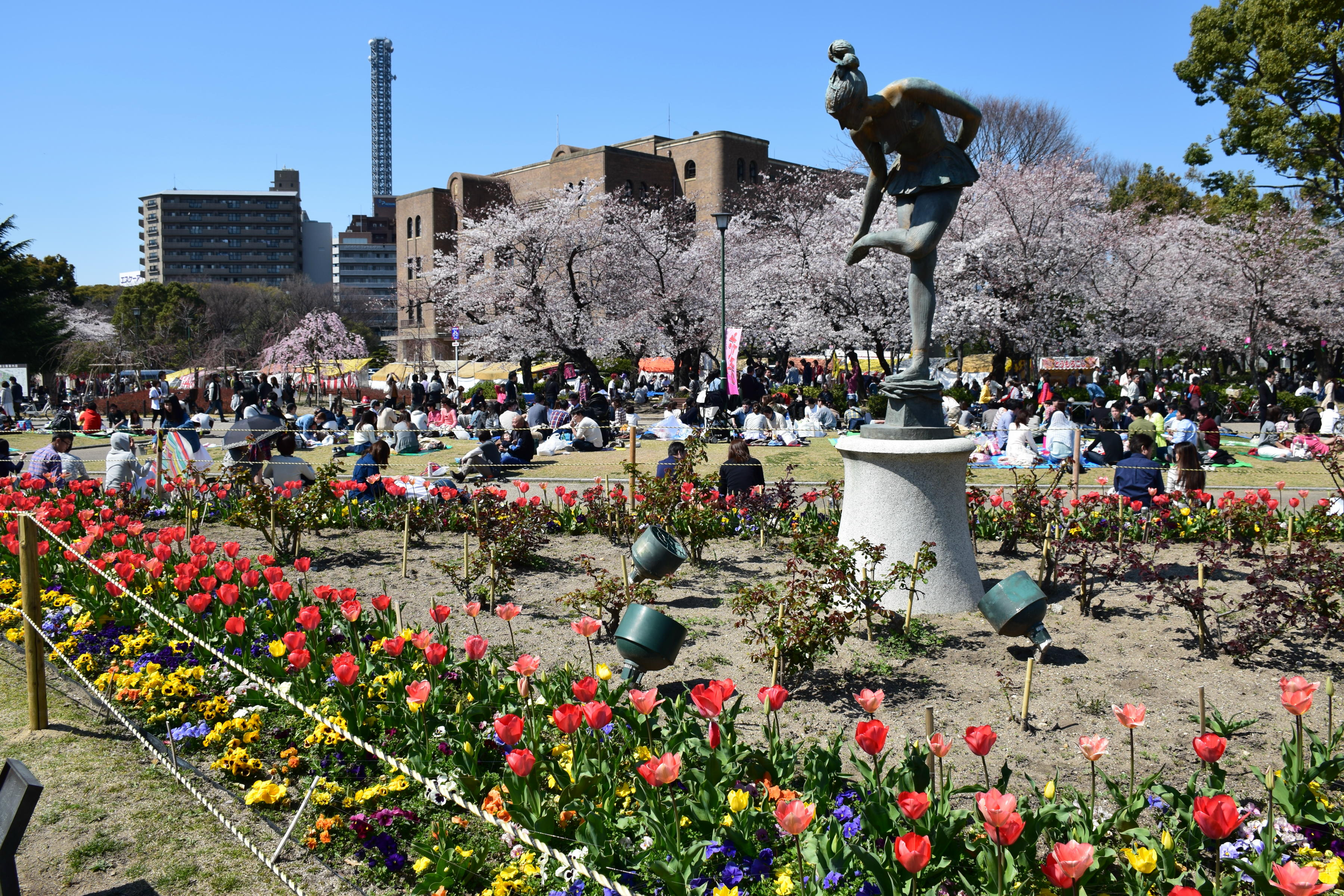
櫻花节

鶴舞公園（日语：／ Tsuruma-kōen */?），是一座位於日本名古屋市昭和區鶴舞一丁目的都市公園，建於1909年，後來被選為日本櫻名所100選之一。該公園是在春季的賞花期間吸引了很多遊客來參觀。

## 設施等
- 名古屋市公會堂
- 名古屋市鶴舞中央圖書館
- 鶴舞綠廣場
- 鶴舞公園噴水塔
- 普選記念壇
- 奏樂堂
- 龍池
- 野球場
- 陸上競技場
- 網球場
- 八幡山古墳

## 交通方式
乘客可以從JR東海中央本線或名古屋市營地下鐵鶴舞線鶴舞車站下車後徒步數分鐘直到此公園。

## 画廊

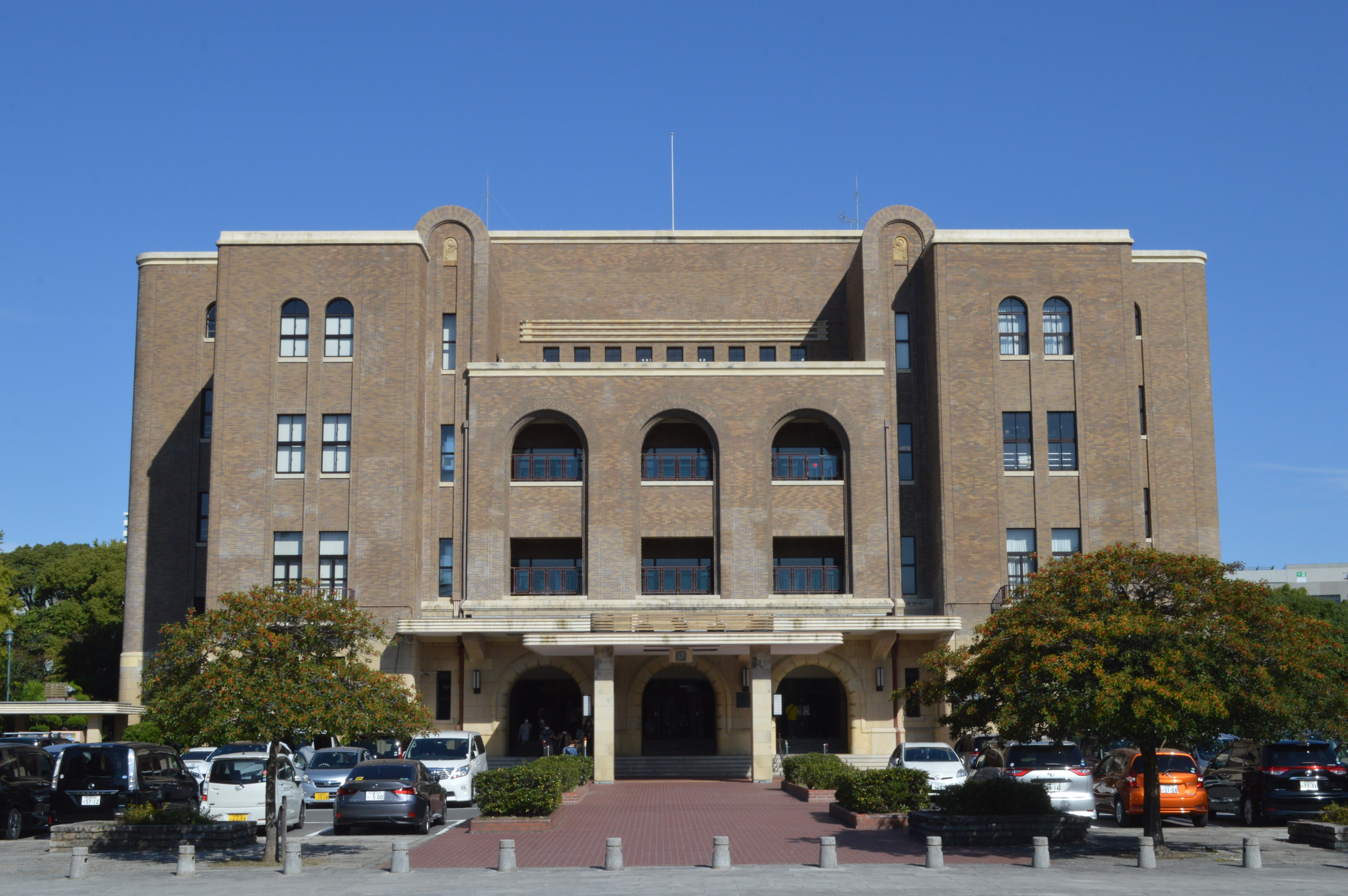
名古屋市公会堂
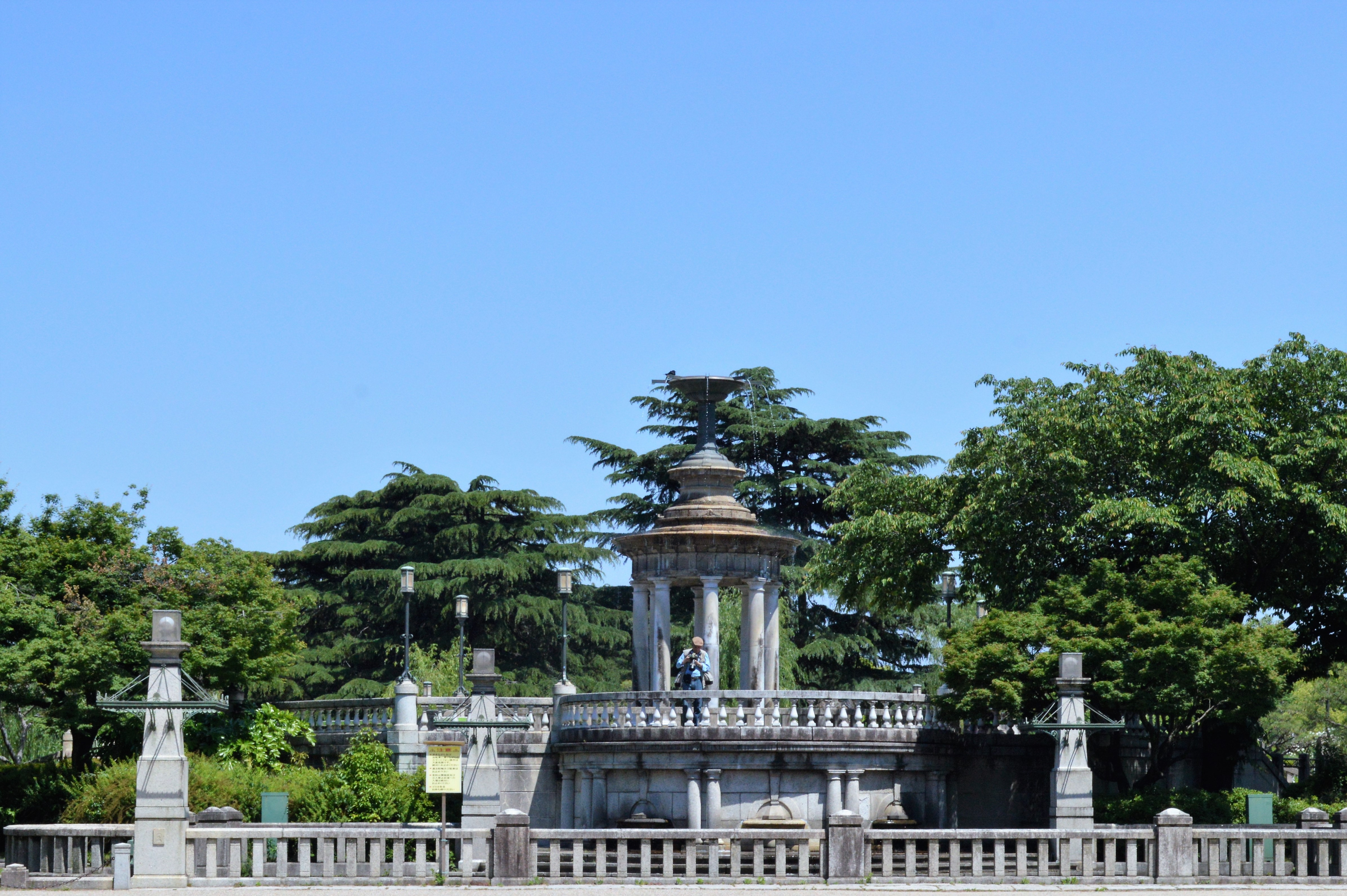
喷泉塔
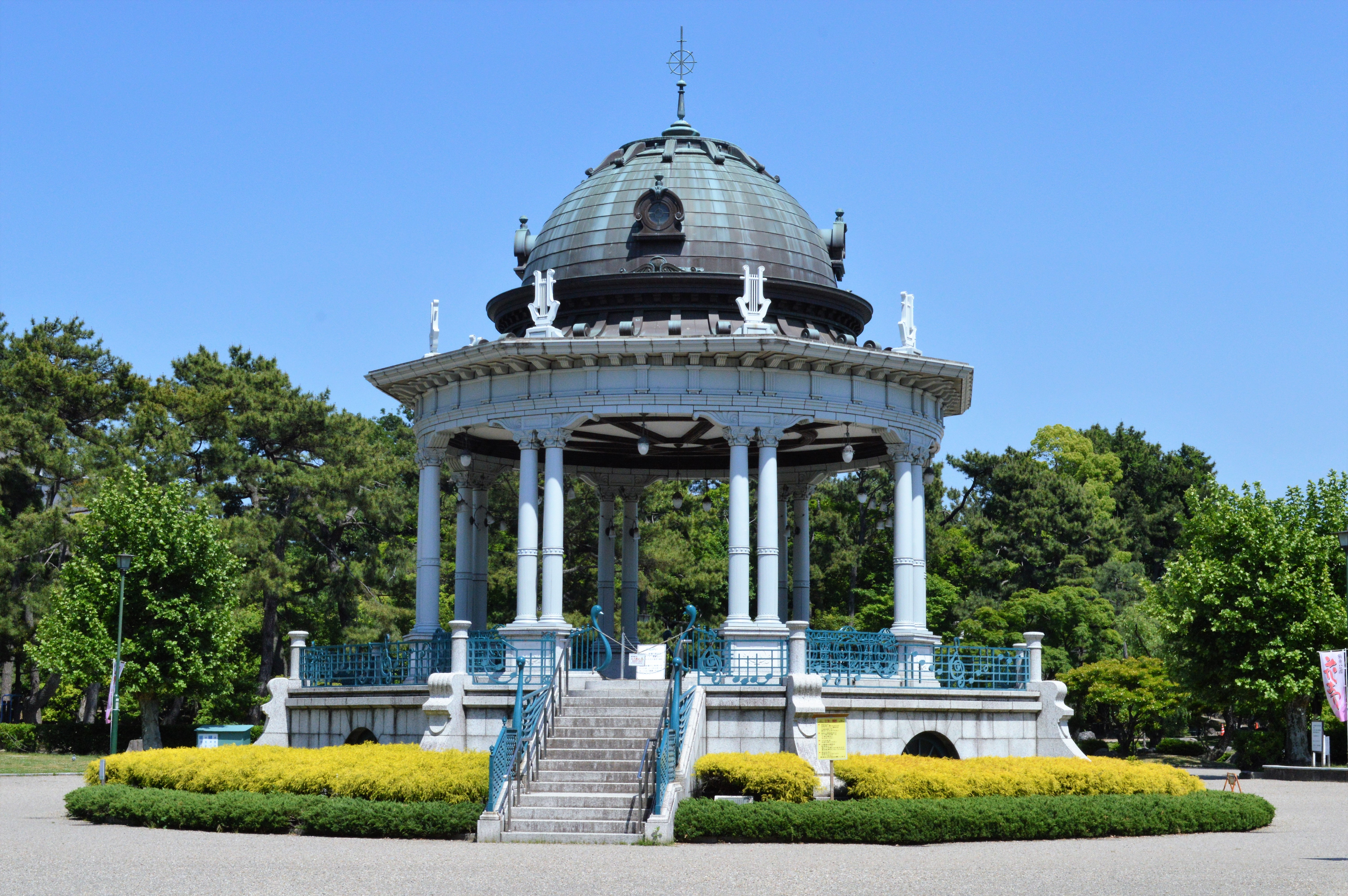
鶴舞公園的涼亭
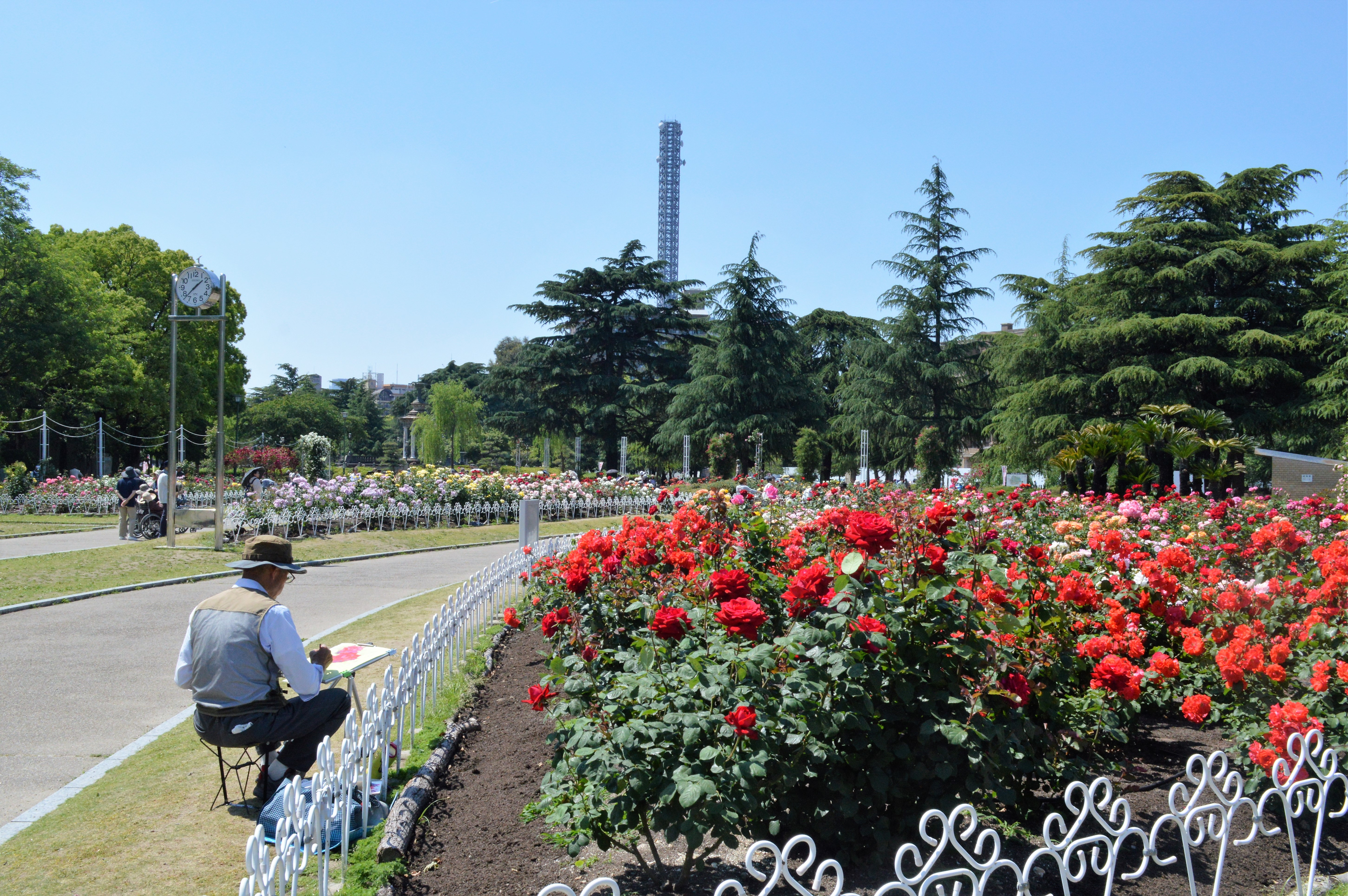
玫瑰园
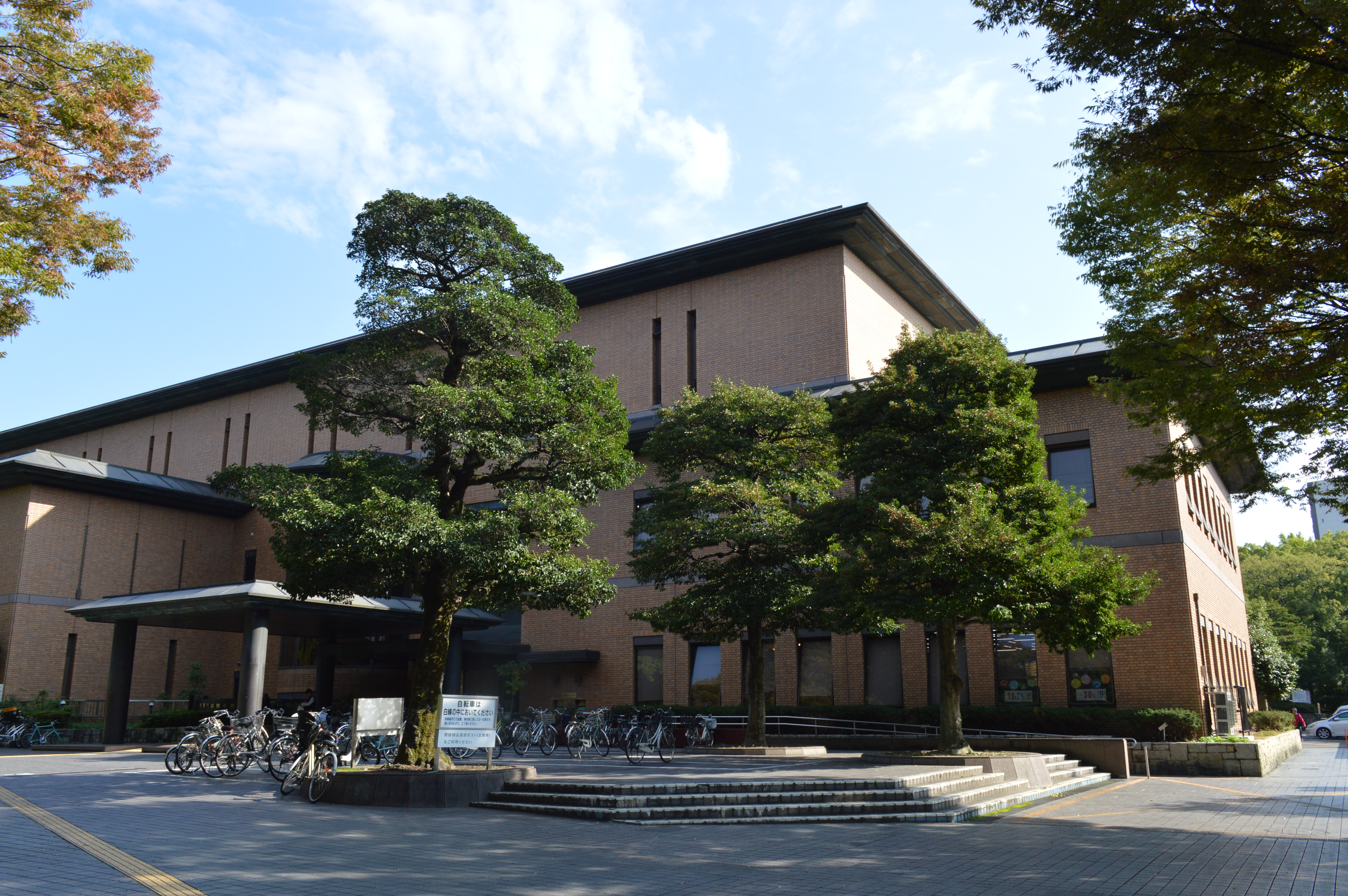
鹤舞中央図书馆

## 關連項目
- 鈴木禎次
- 名古屋大學鶴舞校區

## 外部連結
- 名古屋市公式（页面存档备份，存于）
- （財）名古屋市綠之協會（页面存档备份，存于）